# Albuñuelas
Albuñuelas é um município da Espanha na província de Granada, comunidade autónoma da Andaluzia, de área 139,71 km² com população de 1100 habitantes (2004) e densidade populacional de 7,87 hab/km².

## Demografia
| Variação demográfica do município entre 1991 e 2004 | Variação demográfica do município entre 1991 e 2004 | Variação demográfica do município entre 1991 e 2004 | Variação demográfica do município entre 1991 e 2004 |
| --------------------------------------------------- | --------------------------------------------------- | --------------------------------------------------- | --------------------------------------------------- |
| 1991                                                | 1996                                                | 2001                                                | 2004                                                |
| 1367                                                | 1329                                                | 1156                                                | 1100                                                |